# جاورتن
روستای جاورتن: «جمعیت ۱۷۳ نفر (۵۲ خانوار)، بر مبنای سرشماری سال ۱۳۹۰. زبان فارسی؛ و پیشینهٔ تاریخی بیش از ۱۰۰۰ سال».

## جمعیت
این روستا در دهستان دستوران قرار داشته و بر اساس سرشماری سال ۱۳۸۵ جمعیت آن ۱۷۲ نفر (۵۰ خانوار)
بوده است.